# Universidad de Xiamen
La Universidad de Xiamen ( chino : 厦门大学; pinyin : Xiàmén Dàxué; Min Meridional : Ē-mn̂g-toā-o̍h ), conocida coloquialmente como Xia Da (chino: 厦大; pinyin: Xiàdà) o XMU, es una universidad pública de investigación ubicada en la ciudad de Xiamen, Fujian, China. Fue fundada en 1921 como Universidad Amoy por Tan Kah Kee, miembro de la diáspora china en el extranjero. 
Clasificada por las autoridades chinas como una Universidad de Primera Clase, Clase A, del Plan Nacional de Universidades, también formó parte del antiguo Proyecto 985 y del Proyecto 211. En 2020, la universidad recibió a más de 40.000 estudiantes en sus 4 campus y 6 divisiones académicas. 

## Historia

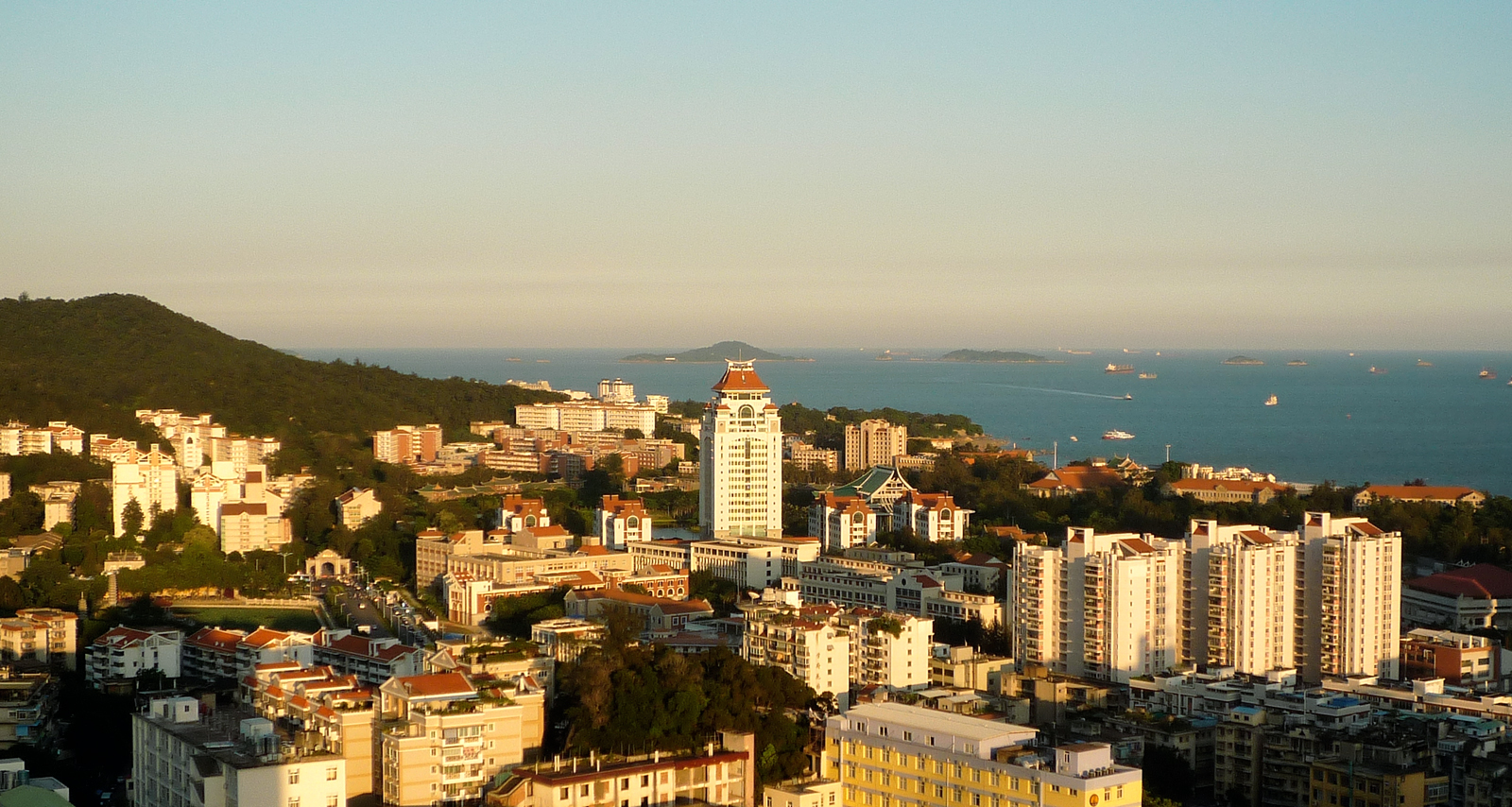
Panorámica de la Universidad de Xiamen, con el nuevo campus en primer plano y el campus original cerca de la playa.

Desde su fundación en 1921, la llamada originalmente Universidad Amoy ha mantenido una presencia global, atrayendo a estudiantes de comunidades chinas de ultramar y del sudeste asiático. En la Exposición Internacional del Sesquicentenario de 1926 en Filadelfia, la Universidad Amoy fue una de las cinco instituciones seleccionadas para participar en una exposición sobre educación en China, representando el sistema de educación superior del país.
Tras la guerra civil y el triunfo de Mao, la universidad pasa a ser un centro estatal.
La institución estableció un programa pionero de "Cursos por Correspondencia en el Extranjero" en 1956 y aceptó a sus primeros estudiantes extranjeros en 1981.  La Universidad de Xiamen cuenta ahora con una amplia cartera de colaboraciones internacionales, incluido un Programa Cooperativo Internacional para Talentos Innovadores financiado por el Consejo de Becas de China,  y relaciones globales de intercambio y cooperación con más de 300 universidades.  Estableció 16 Institutos Confucio con instituciones asociadas en 13 países, entre ellos España. 
En 2015, se estableció el Campus de Malasia de la Universidad de Xiamen. Conocida como "XMU Malasia", la institución ha sido descrita como "histórica" y es notable por ser la "primera sucursal internacional a gran escala" de una universidad china.  El profesor Wang Ruifang ha sido nombrado primer rector de XMU Malasia. 
El 23 de mayo de 2016, la Universidad de Xiamen envió una delegación al Instituto de Tecnología en Tokio, Japón, para reunirse con líderes y profesores. El objetivo de la delegación fue discutir las estrategias de las instituciones para comercializar los resultados de las investigaciones, fomentar la colaboración entre la universidad y la industria y alentar a los estudiantes internacionales a aprender sobre el idioma y la cultura locales. 
El 18 de noviembre de 2016, la Universidad de Xiamen y la Universidad de Cardiff en Gales, Reino Unido, iniciaron una "asociación estratégica", que incluye un programa de cosupervisión de estudiantes de doctorado y £1,2 millones en financiación inicial para "proyectos de investigación colaborativa" en beneficio de la economía galesa.  Posteriormente, una delegación de la Universidad de Cardiff visitó la Escuela de Relaciones Internacionales de la Universidad de Xiamen para explorar posibles áreas de colaboración en investigación e intercambio de estudiantes. 
La Universidad de Xiamen también organiza programas de estudio recurrentes en China para la Universidad de Carolina del Norte en Chapel Hill, el Consejo de Colegios y Universidades Cristianas, Eckerd College  y Bentley College en los EE. UU., y la University College Utrecht en los Países Bajos. 

## Campus

### Campusprincipal oCampusSiming
El campus principal de XMU está ubicado en el distrito de Siming, isla de Xiamen, y cubre un área de 167 hectáreas. Está situado al pie de las montañas, frente al océano y rodeado por la bahía de Xiamen . Alberga principalmente divisiones académicas como Humanidades y Artes, Ciencias Sociales, Ciencias Naturales e Ingeniería y Tecnología. 

### Campusde Zhangzhou
El campus de Zhangzhou está ubicado en la Zona de Desarrollo Económico y Tecnológico de Comerciantes de China de Zhangzhou (CMZD), Zhangzhou, y cubre un área de 171 hectáreas. Alberga el XMU Tan Kah Kee College, el Instituto de Tecnología Industrial y otras plataformas de innovación científica y tecnológica. 

### CampusXiang'an
En septiembre de 2012, la Universidad de Xiamen inició operaciones en su campus de Xiang'an, ubicado a 34 km del campus principal. En él se instalan centros de biociencia y energía, además de ser sede del Instituto Confucio. 
Actualmente, el campus Xiang'an alberga a más de 10.000 estudiantes y profesores de diez escuelas: la Facultad de Educación en el Extranjero (que atiende a estudiantes internacionales), la Facultad de Medicina, la Facultad de Ciencias Farmacéuticas, la Facultad de Ciencias, la Facultad de Salud Pública, el Departamento de Enfermería, la Facultad de Ciencias de la Tierra, la Facultad de Medio Ambiente y Ecología, la Facultad de Investigación Energética y la Facultad de Ingeniería Aeroespacial . 